# Opération Skorpion
Guerre du Désert de la Seconde Guerre mondiale
Batailles
Guerre du Désert
- Invasion de l'Égypte
- Compass (Fort Capuzzo
- Nibeiwa
- Sidi Barrani
- Bardia
- Tobrouk (1941)
- Mechili
- Beda Fomm)
- Koufra
- Siège de Giarabub
- Sonnenblume
- El Agheila (1941)
- Siège de Tobrouk (Raid sur Bardia
- Raid Twin Pimples)
- Skorpion
- Brevity
- Battleaxe
- Crusader (Flipper
- Bir el Gubi (novembre 1941)
- Point 175
- Bir el Gubi (décembre 1941))
- Fort Lamy
- Gazala (Bir Hakeim
- Tobrouk (1942))
- Mersa Matruh
- El Alamein (juillet 1942) (Raid sur l'aérodrome de Sidi Haneish)
- Alam el Halfa
- Agreement (Caravan)
- Bertram
- Braganza
- El Alamein (octobre 1942) (Avant-poste Snipe)
- El Agheila (1942)

Débarquement allié en Afrique du Nord
- Blackstone
- Casablanca
- Reservist
- Terminal
- Port Lyautey
- Brushwood

Campagne de Tunisie
- Course pour Tunis
- Ligne Mareth
- Sidi Bouzid
- Kasserine
- Sejnane
- Ochsenkopf
- Capri
- Ksar Ghilane
- Pugilist
- El Guettar
- Wadi Akarit
- Longstop Hill
- Hill 609
- Vulcan
- Flax
- Retribution
- Strike

L'opération Skorpion est une opération militaire menée du 26 au 27 mai 1941 pendant la campagne du Désert de la Seconde Guerre mondiale. L'opération est menée par les forces de l'Axe sous le commandement du colonel Maximilian von Herff contre les forces britanniques sous le commandement du lieutenant-général William Gott. Une contre-attaque fut menée contre les positions britanniques sur le col d'Halfaya dans le nord-ouest de l'Égypte, qui avaient été capturées lors de l'opération Brevity (15–16 mai). Ce type d'attaque est la deuxième opération offensive commandée par Rommel en Afrique (en dehors du siège de Tobrouk).
L'opération força les Britanniques au retrait de la région du col d'Halfaya ; ceux-ci durent se replier sur Sofafi. Les Allemands et les Italiens fortifièrent le col et construisirent d'autres nids de résistance en direction de Sidi Azeiz comme zones antichars afin de contrer une éventuelle attaque ennemie. Les Britanniques poursuivirent les préparatifs de l'opération Battleaxe (15-17 juin), mais ce fut un autre échec coûteux qui entraîna le limogeage du général Archibald Wavell, commandant en chef du Middle East, ainsi que d'autres officiers supérieurs.

## La bataille
Dans la soirée du 26 mai, le Kampfgruppe von Herff se rassemble sur la côte au pied du col d'Halfaya. La force lance l'attaque le lendemain matin, dans l'intention de bluffer les Britanniques pour qu'ils se retirent du plateau au-dessus de l'escarpement. Un bataillon de panzers à l'ouest de Fort Capuzzo manœuvre en tant que leurre, pour donner aux Britanniques l'impression qu'un mouvement de débordement était en cours sur le flanc du désert,,. Seul le Gruppe Bach rencontre l'opposition et dans l'après-midi, Herff ordonne aux chars du Gruppe Cramer de se déplacer vers le nord pour vaincre les Britanniques à Halfaya. Le déménagement a lieu dans la nuit et à l'aube du 27 mai, le Gruppe Knabe attaque la tête du col tandis que le Gruppe Bach attaque à pied. Les panzers apparurent ensuite au sommet de l'escarpement et bombardèrent la plaine côtière. Le commandant des neuf chars du 4e Royal Tank Regiment à Halfaya ordonne une avance pour engager les chars allemands et au cours de la matinée, le général Gott autorise un retrait. Le lieutenant-colonel J. Moubray réussit à dégager le bataillon, bien que certains hommes du Coldstream Guards seront capturés au fond du col par le Gruppe Bach. Ne disposant pas assez de forces britanniques assez proches pour se renforcer, le col est réoccupé par les troupes de l'Axe.

### Pertes
Les pertes britanniques atteignent de 173 hommes, quatre canons de campagne de 25 livres, huit canons antichars de 2 livres et cinq chars d'infanterie. Herff rapporte 40 prisonniers, neuf canons de campagne de 25 livres, sept chars Matilda et deux autres chars capturés.

### Lectures complémentaires
- N. Dando, The Impact of Terrain on British Operations and Doctrine in North Africa 1940–1943 (PhD), Plymouth University, 2014 (OCLC 885436735, lire en ligne)
- T. L. Jentz, Tank Combat In North Africa: The Opening Rounds, Operations Sonnenblume, Brevity, Skorpion and Battleaxe, February 1941 – June 1941, Atglen, PN, Schiffer, 1998 (ISBN 978-0-7643-0226-8, LCCN 97-80326)